# Jan Čumpelík
Jan Čumpelík (28. ledna 1895 Dobrovice – 12. října 1965 Praha) byl český malíř, představitel socialistického realismu.

## Životopis
Před první světovou válkou se vyučil v Zemské řemeslnické škole v Mladé Boleslavi a byl krátce zaměstnán ve firmě F. Sklenáře v Přerově jako malíř divadelních dekorací a interiérů. Od roku 1915 byl žákem prof. Emanuela Dítěte na Vysoké škole uměleckoprůmyslové v Praze. Školu ukončil v roce 1920.
Dne 7. října 1920 se v Čáslavi oženil s Annou Nekvapilovou (*1895).
V letech 1920–1924 studoval malbu na Akademii výtvarných umění v Praze u prof. Vratislava Nechleby. Za první republiky se stal vyhledávaným tvůrcem portrétů politické smetánky. Obdržel cenu Josefa Mánesa a roku 1927 Katzovo cestovní stipendium do Paříže. Podnikl také cesty do Holandska, Německa a SSSR. Jeho kvalitní rané obrazy se stále objevují v aukcích.
Vystavoval s Jednotou umělců výtvarných, na Zlínském salonu, v Rakousku, Švédsku, Dánsku a USA. V září roku 1928 vystavoval v Rubešově salonu v Praze 20 obrazů, první soubornou výstavu měl roku 1938 v Nové síni. Roku 1939 byl navržen za profesora pražské Akademie, ale krátce nato byly vysoké školy uzavřeny.
Po převratu v roce 1948 byl vůdčí osobností nově nastoleného socialistického realismu. V témže roce se v České Lípě seznámil s malířem Jaromírem Schořem, při realizaci zakázky pro závod Tatra a později s ním navázal další spolupráci. V roce 1948 byl také pověřen namalováním portrétu nového prezidenta Klementa Gottwalda. Uznání mu v 50. letech vynesly především obrazy 9. květen 1945 (1947) a Na úsvitu únorového dne (1950, olej na plátně, 80×220 cm), které byly v době svého vzniku považovány za nejbližší správné vystižení socialistického realismu. V roce 1950 byl pověřen Ministerstvem zemědělství zakázkou na vytvoření monumentálního obrazu Díkuvzdání československého lidu generalissimu J. V. Stalinovi, který měl reprezentovat Československo na Zemědělské výstavě v Moskvě v roce 1951. Ke spolupráci na rozměrném díle (870×800 cm) přizval Čumpelík čerstvě vystudovanou malířku Alenu Čermákovou a Jaromíra Schoře. Obraz byl veřejně představen na výstavě Československo-sovětského přátelství ve výtvarném umění, v rámci měsíce Československo-sovětského přátelství a 35. výročí Velké říjnové socialistické revoluce na Slovanském ostrově, pořádanou Ústředním svazem československých výtvarných umělců. Kritika tehdy dílu vytýkala až náboženský charakter a podobnost s oltářními barokními obrazy a nereálnost prostředí. Osud díla po jeho vystavení je neznámý.
V roce 1952 Čumpelík vstoupil do nově vzniklého Armádního výtvarného studia, kam o rok později vstoupila i Čermáková a Schoř. Členové Armádního výtvarného studia měli tvořit v nejčistší formě socialistického realismu a zpracovávat témata spojené s armádou. Vzniklá díla obvykle sloužila pro výzdobu armádních objektů či jako dary. Od 60. let, kdy došlo k uvolnění politického režimu, byla Čumpelíkova díla veřejně kritizována, proto se Čumpelík stáhl do ústraní. Na sklonku života maloval hlavně květiny a zátiší.
Zemřel 12. října 1965 v Praze.

## Dílo
Po studijním pobytu v Paříži maloval převážně národopisné výjevy z venkovského života na Slovensku a Slovácku a rozměrná plátna s odbojovou tematikou (Bitva u Terronu).
Po druhé světové válce se přiklonil k socialistickému realismu a dal se zcela do služeb komunistického režimu. V Armádním výtvarném studiu, které spoluzaložil s J. Schořem a A. Čermákovou roku 1953 a stal se jeho uměleckým vedoucím, maloval obří plátna s dělnickou a rolnickou tematikou. V 50. letech byl pokládán oficiálními kruhy za „největšího současného českého malíře“. Mezi jeho nejznámější díla patří obraz milicionáře Na úsvitu únorového rána (1951), a zejména Díkůvzdání československého lidu generalissimu J. V. Stalinovi (1951–1952), malířský protějšek Stalinova pomníku na Letné.

### Známá díla (výběr)
- Podobizna paní Č. (1923)
- Hrozen vína (1924)
- dekorace, Loutkové divadlo TJ Sokol Čáslav
- Babička a vnučka (1924)
- Podobizna sl. K. (1925)
- Dítě (1926)
- Podobizna (1927)
- Portrét dámy z profilu (1927)
- Dívčí akt v křesle (1927)
- Naslouchající děvče (1928)
- Hlava Krista (GASK Kutná Hora), 1931
- Portrét plukovníka Švece (1936-38)
- Podobizna Klementa Gottwalda (1950)
- Vám poděkování a lásku vám (1950)[11]
- Na úsvitu únorového dne (1950)[8][12]
- Díkůvzdání československého lidu generalissimu J. V. Stalinovi (1951–1952)

### Zastoupení ve sbírkách
- Vojenský historický ústav Praha
- Národní galerie v Praze
- Alšova jihočeská galerie v Hluboké nad Vltavou
- Galerie hlavního města Prahy
- Galerie výtvarného umění v Ostravě
- Krajská galerie výtvarného umění ve Zlíně
- Galerie moderního umění v Hradci Králové
- Galerie Středočeského kraje v Kutné Hoře
- Muzeum umění Olomouc
- Galerie umění Karlovy Vary
- Památník národního písemnictví
- Slovenská národná galéria

## Jan Čumpelík v literatuře
Spisovatel Karel Konrád o Janu Čumpelíkovi ve svých Epigramech napsal:
| „              | „Večer před svatým Jánem mluví sestra s Čumpelíkem Janem: Kampak, bratře milý, kam tvé kroky pílí, nelíbí, nelíbí se mi tvé zvyky!“ „Ale jdu se dívat do kostela na svaté, chci malovat politiky.“ | “ |
| — Karel Konrád | |   |